# Vila Mariana (distrito de São Paulo)
Vila Mariana es un distrito ubicado en la zona centro-sur de la ciudad de Sao Paulo, Brasil. Administrativamente, junto con los distritos de Moema y Saúde, pertenece a la subprefectura de Vila Mariana. Es un distrito de clase alta con perfiles tanto residenciales como comerciales. Además es un barrio bien arborizado que tiene como un importante punto turístico el Parque Ibirapuera.
El distrito alberga la Escola Paulista de Medicina de la Universidad Federal de São Paulo (UNIFESP), el Centro Universitário Belas Artes de São Paulo, la Escola Superior de Propaganda y Marketing, el Centro Universitário Assunção- UNIFAI y el Museo Lasar Segall. así como algunas de las escuelas más tradicionales de la ciudad como el Colégio Bandeirantes, el Colégio Benjamin Constant, el Liceu Pasteur, el Colégio Marista Arquidiocesano, el Colégio Madre Cabrini y el SENAI - Colegio y Escuela Técnica Anchieta. También recorre unos 550 metros en el lado impar de la Avenida Paulista en su tramo inicial, entre la Praça Osvaldo Cruz y la Avenida Brigadeiro Luís Antônio.

## Límites
- Norte: Avenida Paulista, Praça Osvaldo Cruz, Avenida Bernardino de Campos, Rúa do Paraíso, Rúa Topázio, Rúa Batista Cepelos, Rúa José do Patrocínio, Rúa Ximbó, Rúa Batista Caetano y Rúa Coronel Diogo.
- Este: Avenida Doutor Ricardo Jafet
- Sur: Rúa Loefgren.
- Oeste: Avenida Rubem Berta, Avenida Ibirapuera, Avenida Conselheiro Rodrigues Alves, Rúa Doutor Amâncio de Carvalho, Viaduto e Rúa Tutoia y Avenida Brigadeiro Luís Antônio.

## Distritos limítrofes
- Bela Vista (norte)
- Liberdade (norte)
- Cambuci (noreste)
- Ipiranga (este)
- Cursino (sureste)
- Saúde (sur)
- Moema (oeste)
- Jardim Paulista (noroeste)